# Chilina megastoma
Chilina megastoma is een slakkensoort uit de familie van de Chilinidae. De wetenschappelijke naam van de soort is voor het eerst geldig gepubliceerd in 1958 door Hylton Scott.